# Rafeiro do Alentejo
Der Rafeiro do Alentejo ist eine von der FCI (Nr. 96, Gr. 2, Sek. 2.2) anerkannte portugiesische Hunderasse.

## Herkunft und Geschichtliches
Einiges spricht dafür, dass der Rafeiro do Alentejo ein ursprünglicher Hundetyp ist. Die Hirten schätzten ihn wegen seiner Qualitäten als Herdengebrauchshund sehr, wobei er nicht nur gut hütet, sondern auch die Herden vor Beutegreifern und Viehdieben schützt.
Anfang des 20. Jahrhunderts gab es kaum noch Hunde dieses Typs. Trotzdem erfolgte 1940 die erste Festlegung eines Standards. Auch heute noch steht er nicht gut da; immerhin haben sich aber einige Freunde dieser Rasse gefunden, die bisher das Schlimmste haben verhindern können.

## Beschreibung
Der Hund wird bis 76 cm groß und 50 kg schwer, eine durchaus auffällige Erscheinung. Das Fell ist kurz oder vorzugsweise mittellang; dick und glatt, in den Farben schwarz, wolfgrau, falbfarben oder gelb, auch mit weißen Flecken. Es gibt auch Hunde, deren Grundfarbe weiß mit Flecken dieser Farben ist, andere sind gescheckt oder gestromt. Die Ohren sind mittelhoch angesetzt, gefaltet, auf die Seite fallend und wenig beweglich.

## Wesen
Der Rafeiro do Alentejo ist in seinem Wesen schützend, territorial, unabhängig, solide und ruhig und hat ein sehr hohes Maß an Selbstvertrauen. Diese Hunde sind besonders nachts aktiv: Sein ausgeprägter Instinkt lässt keine Bewegung aus. Normalerweise scheint das Temperament des Herdenschutzhundes ein wenig lahm zu sein. Da er auch ein ausgezeichneter Wachhund ist, wurde er sofort für diese Eigenschaften geschätzt und in Bauernhöfen und Haushalten eingesetzt. Diese Eigenschaft kann er dank seines sehr feinen Gehörs sowie seines Seh- und Geruchssinns voll ausschöpfen. Bei seinem Herrn zeigt er sich treu und fügsam.